# Surový kmen

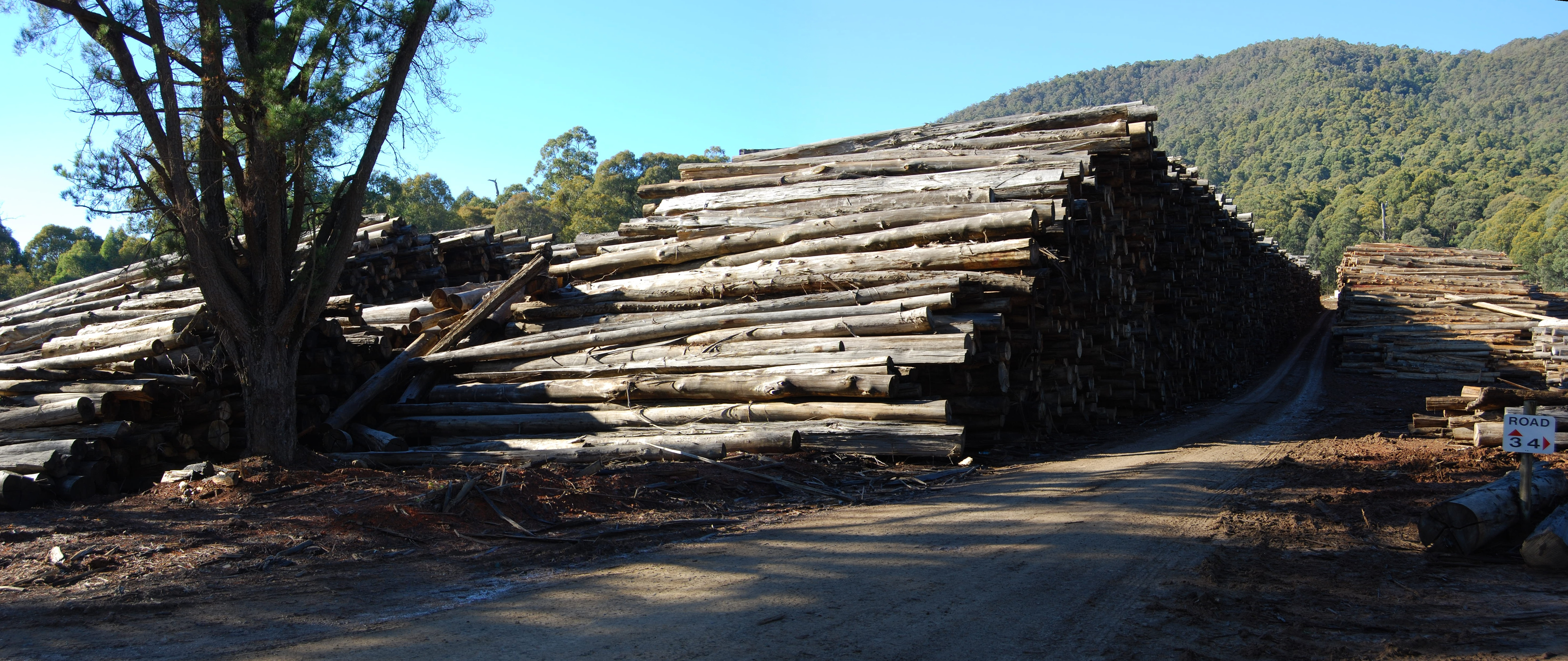
Lesní skládka se sortimenty dříví

Surový kmen (hovorově běžně označován jako „surák“) je vytěžený, odvětvený kmen (osová část) stromu, od kterého je oddělen vršek (tenčí než 6cm b.k.) a někdy také oddenková (zpravidla cennější) část. Prakticky se jedná o nejjednodušší sortiment surového dříví určený k dalšímu zpracování a výrobě sortimentů dříví podle příslušných technických nebo odběratelských norem. Proces příčného přeřezávání a třídění takto vzniklých částí (s cílem získat přesněji popsané sortimenty dříví) se označuje jako sortimentace. Surové kmeny se manipulují a druhují zpravidla na skladech.
Surové kmeny se vyrábějí ze všech jehličnatých a listnatých dřevin. Dodávají se v kůře a třídí se na tenké (do 19 cm středové tloušťky b. k.) a tlusté (od 20 cm středové tloušťky b. k.). Délka surových kmenů je odstupňována po 0,25 m a vyrábějí se v co největších dopravních délkách. Nejkratší povolená délka tenkých surových kmenů je 5,0 m u tlustých surových kmenů potom 8,0 m.
Přídavek k délce činí (stejně jako např. u pilařské kulatiny) 1 % délky, nejvýše však 10 cm. Středová tloušťka surových kmenů se udává na celé centimetry. Nejmenší tloušťka čepu je 6 cm b. k. Od tlustých surových kmenů se nesmějí odřezávat oddenkové části s výjimkou výřezů I. a II. třídy jakosti, pokud je odběratel sám účelově a hospodárně nezpracovává (toto ustanovení záleží na obchodních smlouvách).

## Dovolený rozsah vad
(u jehličnatých i listnatých surových kmenů):
- Křivost (jednoduchá i složená) – dovoluje se do 8 %
- Hniloba jádra – dovoluje se do 50 % plochy čela
- Hniloba běli – dovoluje se do 1/2 tloušťky čela
- Zapaření – dovoluje se do 1/5 tloušťky čela (měřeno od povrchu čela)

Současný výskyt hniloby jádra a běli se nepovoluje. Hloubka zapaření se zjišťuje zkušebním řezem. Ostatní vady jsou povoleny. Pokud to obchodní smlouva povoluje je možno dodávat i tzv. nevyzdravené surové kmeny (včetně vad)